# Najstarszy cmentarz żydowski w Ciechanowcu
Najstarszy cmentarz żydowski w Ciechanowcu – kirkut mieści się przy ul. Uszyńskiej. Powstał w XVII wieku. Obecnie obszar nekropolii zajmuje zakład mleczarski. Nie zachowały się jakiekolwiek macewy. Kirkut ma powierzchnię 0,55 ha.